# París-Brest

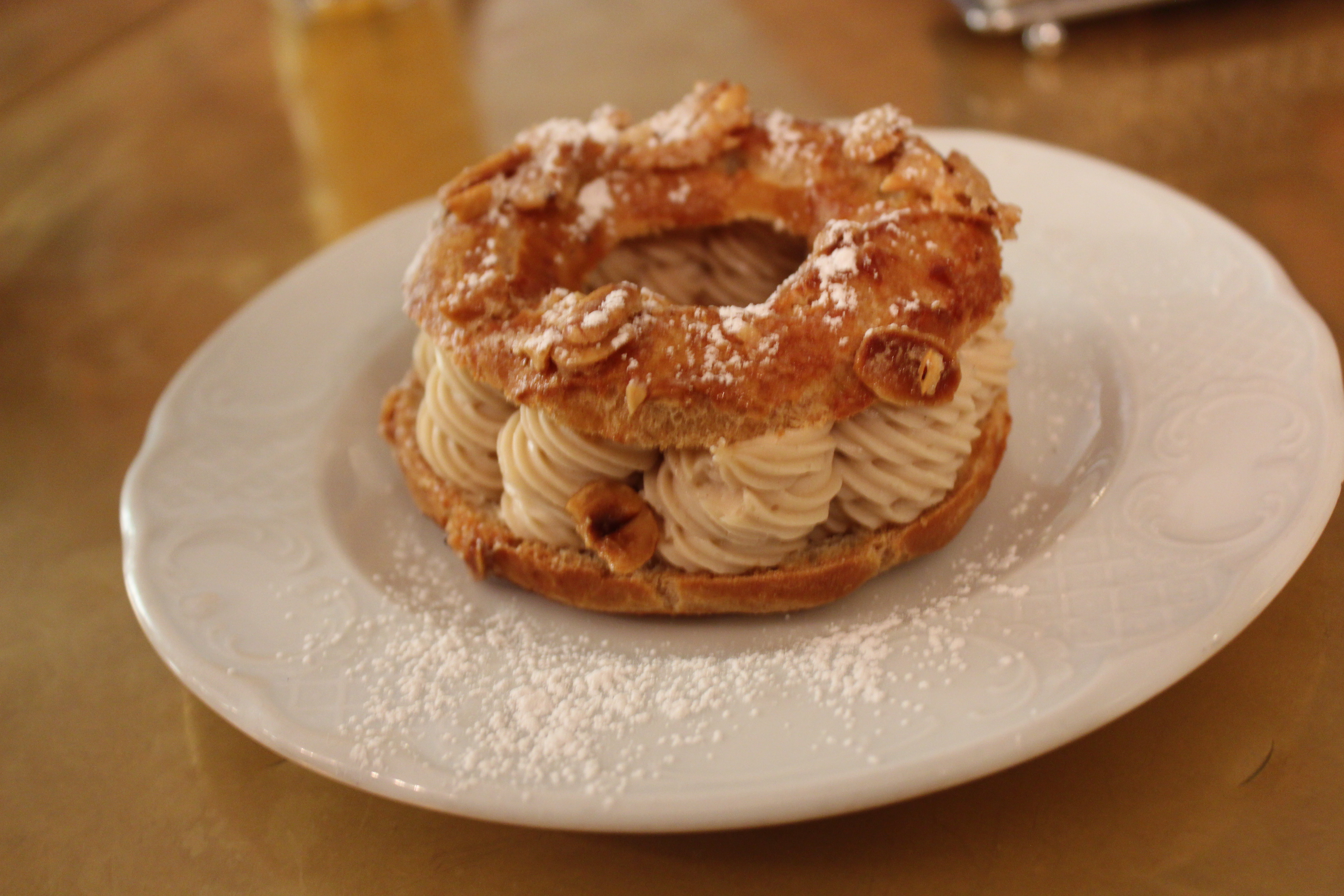
Un Paris-Brest.

El París-Brest es una tarta originaria de la región de París, Francia. Se compone de una corona de pasta choux parecida a la confeccionada para hacer los profiteroles, partida horizontalmente por la mitad y rellena de crema muselina (crema pastelera con crema de mantequilla) con praliné de avellana. Se encuentra espolvoreada de almendras laminadas y tostadas.

## Origen
Recibe su nombre en honor a la carrera de bicicletas que se realizó entre las ciudades de París y Brest en 1891 la cual tenía una longitud de 1200 kilómetros de recorrido. La forma del pastel representa una rueda de bicicleta. La primera vez que se cocinó uno data del mismo año mencionado anteriormente. Fue idea de Pierre Giffard, el cual tenía una aguda afinidad por la «petite reine» (la bicicleta). Giffard era también un pionero del reportaje periodístico moderno. Trabajaba para el diario parisino el "Petit Journal".
Un pastelero que presenciaba la carrera desde Maisons-Laffitte (una ciudad a pocos kilómetros de la capital) cocinó en honor un pequeño manjar en forma de rueda de bicicleta. Giffard, tras haber visto esto, aplaudió la ocurrencia. La noticia se difundió puesto que Giffard era periodista y toda Francia se asombró con tal novedad. Hoy en día la carrera y el postre van de la mano y se hacen famosos mutuamente, y cada cuatro años se reciben alrededor de 5000 participantes.

## Variaciones con el tiempo
Durante el siglo XX, con la llegada del revolucionario cubismo, los pasteleros despojaron el pastel de su clásica forma redonda y algunos se dignaron incluso a confeccionar un París-Brest en forma rectangular.
Hoy en día existen pantagruélicos París-Brest de casi medio metro de rotunda cintura y con radios similares a los de una rueda hechos de pan.